# Il generale immaginario
Il generale immaginario è un romanzo scritto nel 1961 e pubblicato nel 1964 da Richard Brautigan.

## Trama
La storia è ambientata nel 1957. Un uomo di nome Lee Mellon crede di essere il pronipote di un generale degli Stati Confederati d'America, originario di Big Sur, in California. Benché la presenza di questo generale non sia attestata in alcun libro o documento che ne provi l'esistenza, Mellon incontra un vagabondo che dice di averne sentito parlare. Decide allora di approfondire la ricerca calandosi in una sorta di battaglia contro il mondo moderno a lui contemporaneo, visto dal punto di vista del passato precedente l'Unione. Tema del romanzo diventa la lotta dell'immaginario e delle sensazioni umane contro la realtà dei fatti.

## Edizioni italiane
- Richard Brautigan, Il generale immaginario, collana «Narratori moderni», Milano, Rizzoli, 1971,  p. 143.
- Richard Brautigan, Il generale immaginario, a cura di Enrico Monti, Milano, Isbn Edizioni, 2009,  p. 122, ISBN 978-88-7638-157-7.